# John Morris (géologue)
Pour les articles homonymes, voir Morris et John Morris.
John Morris (19 février 1810 - 7 janvier 1886) est un géologue britannique.

## Biographie
Il est né en 1810 à Homerton, Londres, et fait ses études dans des écoles privées. Il est engagé pendant quelques années comme chimiste pharmaceutique à Kensington, mais s'intéresse rapidement à la géologie et à d'autres branches de la science, et prend finalement sa retraite des affaires. Ses articles publiés attirent rapidement l'attention et son Catalogue of British Fossils publié en 1845, un ouvrage impliquant de nombreuses recherches critiques, a grandement contribué à sa réputation,.
Morris est professeur de géologie à l'University College de Londres de 1854 à 1877. Il est élu FGS en 1845. Avec Bowerbank et cinq autres, il est membre fondateur du London Clay Club. Morris est président de l'Association des géologues de 1868 à 1871 et de 1877 à 1879. Il reçoit la médaille Lyell en 1876. Le meilleur travail original de Morris est réalisé sur des roches éocènes et jurassiques. 
Il meurt le 7 janvier 1886 à son domicile de St John's Wood et est inhumé à Kensal Green. Il a une fille.